# Heinrich Maschek
Heinrich Maschek OSB (* 8. Februar 1832 in Retz; † 5. Mai 1916 in Wien; eigentlich Johann Maschek) war ein österreichischer römisch-katholischer Schulmann.

## Leben
Nach Gymnasialstudien in Znaim trat Maschek 1853 in die Wiener Schottenabtei ein. An der Universität Wien studierte er Theologie und Klassische Philologie. 1858 empfing er die Priesterweihe, danach war er einige Zeit in der Seelsorge tätig. Von 1865 bis 1867 war er Präfekt der stiftlichen Sängerknaben. Am Schottengymnasium, an dem er zuvor bereits als Assistent und Supplent gewirkt hatte, unterrichtete er von 1867 bis 1898 als definitiver Professor Latein und Griechisch.
Maschek gilt als der letzte Vertreter der älteren philologischen Richtung am Schottengymnasium, die das Hauptgewicht auf die grammatikalische Seite legte. Bedeutung erlangte er als Bearbeiter späterer Auflagen der beiden Lehrbücher Lateinisches Lese- und Übungsbuch für die zweite Gymnasialklasse (8. Aufl. 1877) und Theoretisch-praktisches lateinisches Elementarbuch für die erste Gymnasialklasse (10. Aufl. 1878) seines Mitbruders Maurus Schinnagl.